# Гейл Борден
Гейл Борден (англ. Gail Borden, Jr.; 9 листопада 1801 — 11 січня 1874) — американський (техаський) підприємець, видавець газет, винахідник запатентованого ним згущеного молока, засновник Нью-Йоркської згущено-молочної компанії (The New York Condensed Milk Company), котра після його смерті була перейменована його ім'ям (Borden Company, Borden Inc.).

## Життєпис
Гейл Борден народився 9 листопада 1801 в штаті Нью-Йорк (США).